# Bolin (Virginia Occidental)
Bolin es un área no incorporada ubicada dentro en el condado de Lincoln (Virginia Occidental), Estados Unidos. Está catalogada como un asentamiento humano por la Junta de Nombres Geográficos de los Estados Unidos.
El número de identificación (ID) asignado por el Servicio Geológico de Estados Unidos es 1741594.

## Geografía
Se encuentra a una altitud de 187 m s. n. m. (614 pies) según el conjunto de datos de elevación nacional.